# Perepsilonema kellyae
Perepsilonema kellyae is een rondwormensoort uit de familie van de Epsilonematidae. De wetenschappelijke naam van de soort is voor het eerst geldig gepubliceerd in 1988 door Gourbault & Decraemer.